# 岩波裕
岩波 裕（いわなみ ゆたか、7月10日 - ）は、日本の男性声優。長野県諏訪市出身。StudioShamanika所属。旧名は岩波 ユタカ。
以前はプロダクション・エース、ガジェットリンクに所属していた。一時期、「岩波ユタカ」で活動していた。現在は「岩波裕」に戻している。

## 出演

### テレビアニメ
- クレヨンしんちゃん
- チャイナさんの盃
- 天空のエスカフローネ
- ドラえもん（テレビ朝日版第2期）
- 緋色の刻（ゴロー）
- バディ・コンプレックス（ベネッシュ）

### 劇場版アニメ
- クレヨンしんちゃん 伝説を呼ぶブリブリ 3分ポッキリ大進撃（怪人A）
- 人狼 JIN-ROH

### 吹き替え
- 諸葛孔明（馬謖役）
- 聖石伝説（烈武夷役）
- ドラキュラ・イン・ブラッド（ドラキュラの父）
- バーニング・ムーン（フランク）
- ハリウッド・ゲーム（ロバート・カント）
- 私はラブ・リーガル2

### ドラマCD
- 恋文
- 光栄 三国志
- ツインビーパラダイス2（アサカ、島民）
- ドラゴン・ハーフ美少女探偵美紅（ロザリオ）

### ラジオCD
- 小田急デパート
- 月刊カドカワ
- ジャガー
- パイオニア
- PARCOグランバザール

### TV
- ベスト・フレンズ